# 希拉里臺階

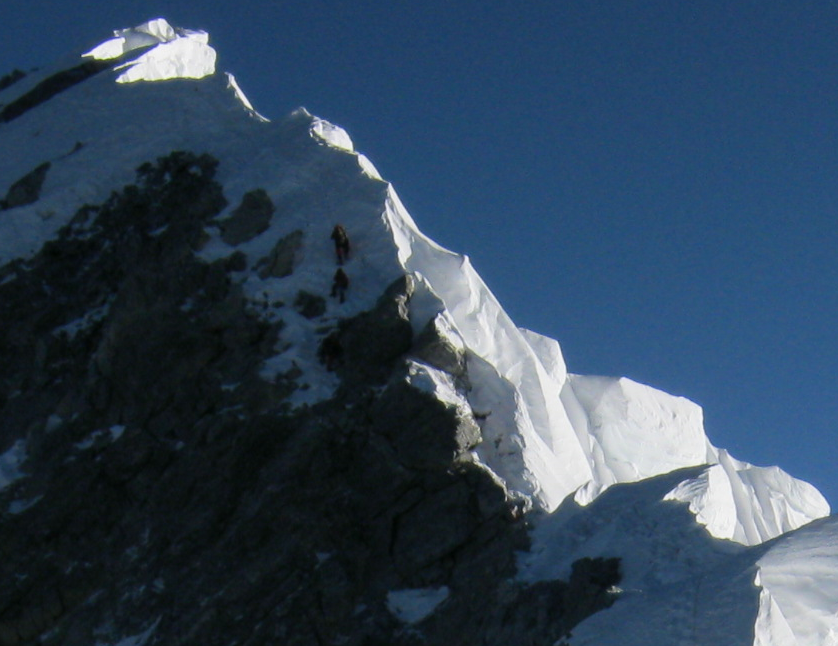
希拉里臺階位於通向峰頂的途中，2010年攝影。

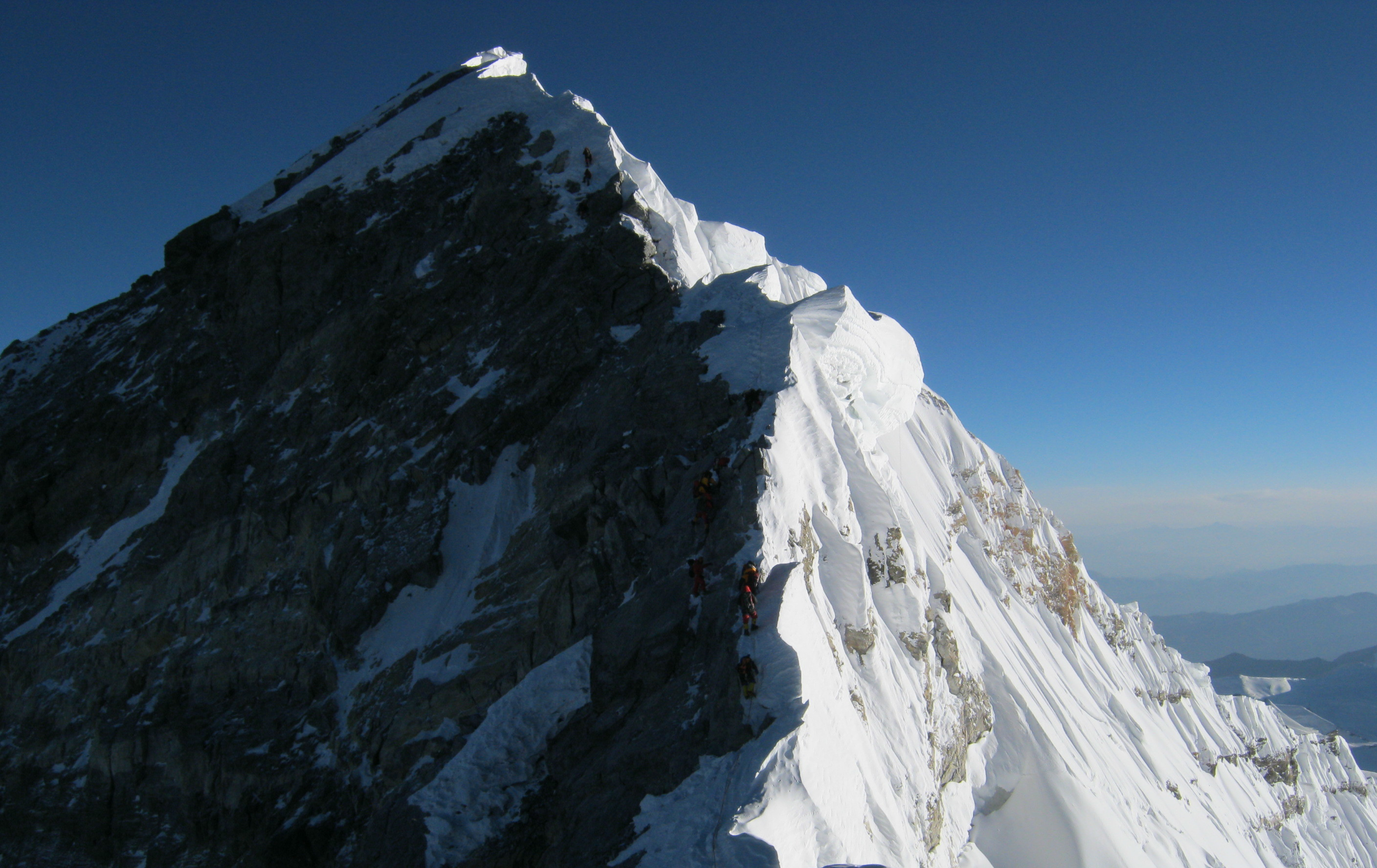
本圖為上一張圖的較廣視角，沿著南部的山脊線向上觀看。此臺階所在的山壁上可看見兩名登山者。左側陰影處的山壁為西南壁，右側光亮處的山壁則為康雄壁/東壁。

希拉里臺階（英語：Hillary Step）是（或曾是）位於珠穆朗瑪峰峰頂周圍12（39英尺）處一塊幾近垂直的岩石山壁，海拔大約8,790（28,839英尺）。此臺階位於東南側的山脊，處於珠穆朗瑪南峰與珠穆朗瑪峰頂的半途上，也是從東南側登頂的路線中最後一個真正的挑戰。希拉里臺階的命名源自於艾德蒙·希拉里，他與丹增諾蓋為首對登上珠穆朗瑪峰頂的人類。
此臺階於2015年4月尼泊爾地震時坍塌。